# Cúp quốc gia Scotland 2000–01
Cúp quốc gia Scotland 2000–01 là mùa giải thứ 116 của giải đấu bóng đá loại trực tiếp uy tín nhất Scotland, vì lý do tài trợ nên có tên gọi là Cúp quốc gia Scotland Tennent. Chức vô địch thuộc về Celtic khi đánh bại Hibernian trong trận Chung kết.

## Vòng Một
| Đội nhà            | Tỉ số | Đội khách          |
| ------------------ | ----- | ------------------ |
| Albion Rovers      | 1–1   | East Fife          |
| Brechin City       | 3–0   | Forfar Athletic    |
| Dumbarton          | 1–1   | East Stirlingshire |
| Edinburgh City     | 0–1   | Buckie Thistle     |
| Montrose           | 0–0   | Arbroath           |
| Queen of the South | 2–0   | Clydebank          |
| Stenhousemuir      | 1–4   | Berwick Rangers    |
| Whitehill Welfare  | 0–0   | Peterhead          |

### Đấu lại
| Đội nhà            | Tỉ số | Đội khách         |
| ------------------ | ----- | ----------------- |
| East Fife          | 2–0   | Albion Rovers     |
| East Stirlingshire | 0–1   | Dumbarton         |
| Arbroath           | 1–2   | Montrose          |
| Peterhead          | 3–0   | Whitehill Welfare |

## Vòng Hai
| Đội nhà         | Tỉ số | Đội khách           |
| --------------- | ----- | ------------------- |
| Berwick Rangers | 3–3   | Cowdenbeath         |
| Buckie Thistle  | 2–0   | Hamilton Academical |
| Coldstream      | 2–6   | Brechin City        |
| East Fife       | 1–0   | Queen's Park        |
| Elgin City      | 0–1   | Queen of the South  |
| Montrose        | 1–1   | Keith               |
| Partick Thistle | 3–0   | Deveronvale         |
| Peterhead       | 3–0   | Cove Rangers        |
| Spartans        | 1–3   | Stirling Albion     |
| Stranraer       | 2–0   | Dumbarton           |

### Đấu lại
| Đội nhà     | Tỉ số | Đội khách       |
| ----------- | ----- | --------------- |
| Cowdenbeath | 0–1   | Berwick Rangers |
| Keith       | 0–1   | Montrose        |

## Vòng Ba
| Đội nhà            | Tỉ số | Đội khách            |
| ------------------ | ----- | -------------------- |
| Alloa Athletic     | 0–3   | Aberdeen             |
| Berwick Rangers    | 0–0   | Hearts               |
| Dundee             | 0–0   | Falkirk              |
| East Fife          | 1–4   | Livingston           |
| Hibernian          | 6–1   | Clyde                |
| Inverness CT       | 4–3   | Ayr United           |
| Kilmarnock         | 1–0   | Partick Thistle      |
| Montrose           | 0–2   | Dundee United        |
| Peterhead          | 4–1   | Greenock Morton      |
| Queen of the South | 1–3   | Airdrieonians        |
| Rangers            | 2–0   | Brechin City         |
| Ross County        | 2–1   | Buckie Thistle       |
| Stranraer          | 1–4   | Celtic               |
| St Johnstone       | 0–0   | Dunfermline Athletic |
| St Mirren          | 1–2   | Motherwell           |
| Stirling Albion    | 2–0   | Raith Rovers         |

### Đấu lại
| Đội nhà              | Tỉ số | Đội khách       |
| -------------------- | ----- | --------------- |
| Dunfermline Athletic | 3–2   | St Johnstone    |
| Falkirk              | 0–2   | Dundee          |
| Hearts               | 2–1   | Berwick Rangers |

## Vòng Bốn
|  | Peterhead | v1 | Airdrieonians |  |  |
|  |           |    |               |  |  |

| 17 tháng 2 năm 2001 | Dunfermline                | 2 – 2 | Celtic           | East End Park, Dunfermline |  |
|                     | Skerla 83' · Nicholson 90' |       | Larsson 66', 88' |                            |  |

| 17 tháng 2 năm 2001 | Livingston | 0 – 0 | Aberdeen | West Lothian Courier Stadium, Livingston |  |
|                     |            |       |          |                                          |  |

| 17 tháng 2 năm 2001 | Stirling Albion           | 2 – 3 | Hibernian                              | Forthbank Stadium, Stirling |  |
|                     | Templeman 4' · Graham 55' |       | Sauzee 10' · O'Neill 26' · McManus 78' |                             |  |

| 17 tháng 2 năm 2001 | Heart of Midlothian | 1 – 1 | Dundee   | Tynecastle Stadium, Edinburgh |  |
|                     | Juanjo 81'          |       | Sara 30' |                               |  |

| 17 tháng 2 năm 2001 | Inverness  | 1 – 1 | Kilmarnock | Caledonian Stadium, Inverness |  |
|                     | Robson 90' |       | Hay 90'    |                               |  |

| 17 tháng 2 năm 2001 | Motherwell | 0 – 2 | Dundee United          | Fir Park, Motherwell |
|                     |            |       | Miller 4' · Easton 39' |                      |

| 18 tháng 2 năm 2001 | Ross County   | 2 – 3 | Rangers                          | Victoria Park, Dingwall |  |
|                     | Bone 20', 54' |       | Flo 4', 17' · Barry Ferguson 62' |                         |  |

1.^ Peterhead giành quyền đi tiếp vì Airdrieonians không thể đưa đội hình đầy đủ vào sân.

### Đấu lại
| 6 tháng 3 năm 2001 | Aberdeen | 0 – 1 | Livingston | Pittodrie Stadium, Aberdeen |
|                    |          |       | Crabbe 83' |                             |

| 6 tháng 3 năm 2001 | Kilmarnock               | 2 – 1 | Inverness | Rugby Park, Kilmarnock |  |
|                    | McGowne 60' · Wright 65' |       | Xausa 51' |                        |  |

| 7 tháng 3 năm 2001 | Dundee | 0 – 1 | Heart of Midlothian | Dens Park, Dundee |
|                    |        |       | Tomaschek 71'       |                   |

| 7 tháng 3 năm 2001 | Celtic                           | 4 – 1 | Dunfermline | Celtic Park, Glasgow |  |
|                    | Vega 24', 49' · Larsson 61', 73' |       | Thomson 29' |                      |  |

## Tứ kết
| 10 tháng 3 năm 2001 | Kilmarnock | 0 – 1 | Hibernian   | Rugby Park, Kilmarnock |
|                     |            |       | McManus 89' |                        |

| 10 tháng 3 năm 2001 | Livingston                      | 3 – 1 | Peterhead   | West Lothian Courier Stadium, Livingston |  |
|                     | Anderson 21', 34' · Bingham 61' |       | Johnston 8' |                                          |  |

| 11 tháng 3 năm 2001 | Celtic      | 1 – 0 | Heart of Midlothian | Celtic Park, Glasgow |
|                     | Larsson 40' |       |                     |                      |

| 11 tháng 3 năm 2001 | Dundee United | 1 – 0 | Rangers | Tannadice Park, Dundee |
|                     | Hannah 62'    |       |         |                        |

## Bán kết
| 14 tháng 4 năm 2001 | Hibernian                    | 3 – 0  | Livingston | Hampden Park, Glasgow                          |  |
|                     | O'Neil 2', 79' · Zitelli 69' | Report |            | Lượng khán giả: 24,658 Trọng tài: Willie Young |  |

| 15 tháng 4 năm 2001 | Celtic                                  | 3 – 1  | Dundee United | Hampden Park, Glasgow                         |  |
|                     | Larsson 32', 79' (ph.đ.) · McNamara 80' | Report | Lilley 84'    | Lượng khán giả: 38,699 Trọng tài: Hugh Dallas |  |

## Chung kết
| 26 tháng 5 năm 2001 | Celtic                                  | 3 –0   | Hibernian | Hampden Park, Glasgow                         |  |
|                     | McNamara 39' · Larsson 48', 80' (ph.đ.) | Report |           | Lượng khán giả: 51,824 Trọng tài: Kenny Clark |  |